# Littenheim
Littenheim település Franciaországban, Bas-Rhin megyében. Lakosainak száma 298 fő (2022. január 1.). Littenheim Friedolsheim, Altenheim, Ingenheim, Lupstein és Saessolsheim községekkel határos.

## Népesség
A település népességének változása:
| Lakosok száma | 294  | 288  | 286  | 291  | 297  | 303  | 302  | 298  |
|               | 2013 | 2015 | 2017 | 2018 | 2019 | 2020 | 2021 | 2022 |